# Baydhabo
Baydhabo (régebbi neve: Baidoa, szomáli: Baydhabo) város Szomália délnyugati részén. Lakossága 2007-ben körülbelül 135 000 főből áll. Bay tartomány fővárosa.
2005-től 2006 végéig az új szomáliai kormány Baydhabóban volt.